# Мороговы
Мороговы — деревня в Оричевском районе Кировской области в составе Истобенского сельского поселения.

## География
Расположена на расстоянии примерно 7 км на запад от административного центра района поселка Оричи.

## История
Известна с 1671 года как деревня Родки Мурогова с 1 двором, в 1765 году здесь (деревня Мурогова) проживало 36 человек. В 1873 году в тут (деревня Морозовская) было отмечено дворов 8 и жителей 98, в 1905 (Мороговская или Мороговы) 10 и 51, в 1926 (деревня Муроговы) хозяйств 13 и жителей 65, в 1950 19 и 65, в 1989 не было постоянных жителей. Настоящее название утвердилось с 1939 года. Ныне имеет дачный характер.

## Население
Постоянное население  не было учтено как в 2002 году, так и в 2010.